# Плаун
Плаун, п'ядич, зелениця (Lycopodium) — рід багаторічних, трав'янистих, вічнозелених спорових рослин, з повзучими дуже розгалуженими стеблами, вкритими вузькими лускуватими або голкуватими листками.
Латинська назва Lycopodium походить від грецьких слів грец. ληκοσ («вовк») та грец. ποδιον («лапа»), тобто перекладається як «вовча лапа».

## Практичне використання
Лікарська, фарбувальна, декоративна й косметична рослина.
У науковій медицині застосовують спори плауна, відомі під назвою лікоподій — Lycopodium. Їх використовують для виготовлення дитячої присипки і обсипання пілюль. У спорах містяться жирна невисихна олія (до 50 %), алкалоїди, фенольні кислоти, білки, цукри, мінеральні солі.
У народній медицині спори плауна застосовують як ранозагоювальний засіб, а стебла — при захворюваннях сечового міхура, печінки, дихальних шляхів, при нетриманні сечі, болях у шлунку, запаленнях шлунка і кишки, при геморої, диспепсіях і ревматизмі. Зовнішньо спори плауна застосовують для засипки ран, опіків, обморожених місць, при екземах, фурункулах, лишаях, рожистих запаленнях.
Спори використовують також у металургії для обсипання форм при фасонному литті і в піротехніці (замість «бенгальських вогнів»). Спори інших видів плауна використовують так само, як і спори плауна звичайного, за винятком спор плауна баранця. Спори й пагони останнього містять алкалоїд селягін, який має отруйну дію. У народній медицині пагони плауна баранця використовують як блювотний, проносний засіб, при лікуванні хронічного алкоголізму і як засіб від куріння. Лікування потрібно проводити під наглядом лікаря. Рослину використовують при ревматизмі, туберкульозі, істерії, неврастенії та порушенні обміну речовин.
Плауни двогострий і баранець застосовують у ветеринарії, особливо від проносу у корів. Вони мають також інсектицидну дію. Відваром з пагонів миють тварин (корів, коней, овець, свиней) від паразитів.
Стебла всіх видів плауна дають синю фарбу, придатну для фарбування тканин. Всі види плаунів декоративні, придатні для виготовлення гірлянд, букетів. У косметичній практиці плауни використовують від фурункульозу та проти облисіння.

## Збирання, переробка та зберігання
Заготовляють спори в кінці літа — на початку осені після пожовтіння колосків. Колоски найкраще збирати в сиру погоду або до опадання роси, зрізуючи ножицями (у жодному разі не можна виривати з кореневищем!) або гострим ножем. Зрізані спороносні колоски обережно складають у мішечки з щільної тканини, щоб не губилися спори. Інколи для збирання застосовують ножиці з припаяною до них металевою коробочкою. Сушать колоски на відкритому повітрі або на горищах, розсипаючи на папері, щільній тканині, в тазах або ночвах. Після висихання колоски просівають через дрібне сито, відділяючи спори. Зберігають спори плаунів у щільно закритих банках, бутлях, подвійних паперових мішках вагою по 5 кг. Усі види плаунів, особливо баранець, потребують дбайливого використання та охорони.

## Поширення в Україні
В Україні — 5 негібридних видів. Найпоширеніший плаун звичайний (L. clavatum L), росте в соснових та мішаних лісах. Спори використовують у металургійній промисловості при фасованому литті й формуванні металу, в медицині як дитячу присипку, при пролежнях, для обсипання пілюль. Інші види: плаун колючий (L. annotinum L), зелениця альпійська (Lycopodium alpinum), зелениця сплющена (Lycopodium complanatum), зелениця триколоскова (Lycopodium tristachyum).

## Класифікація

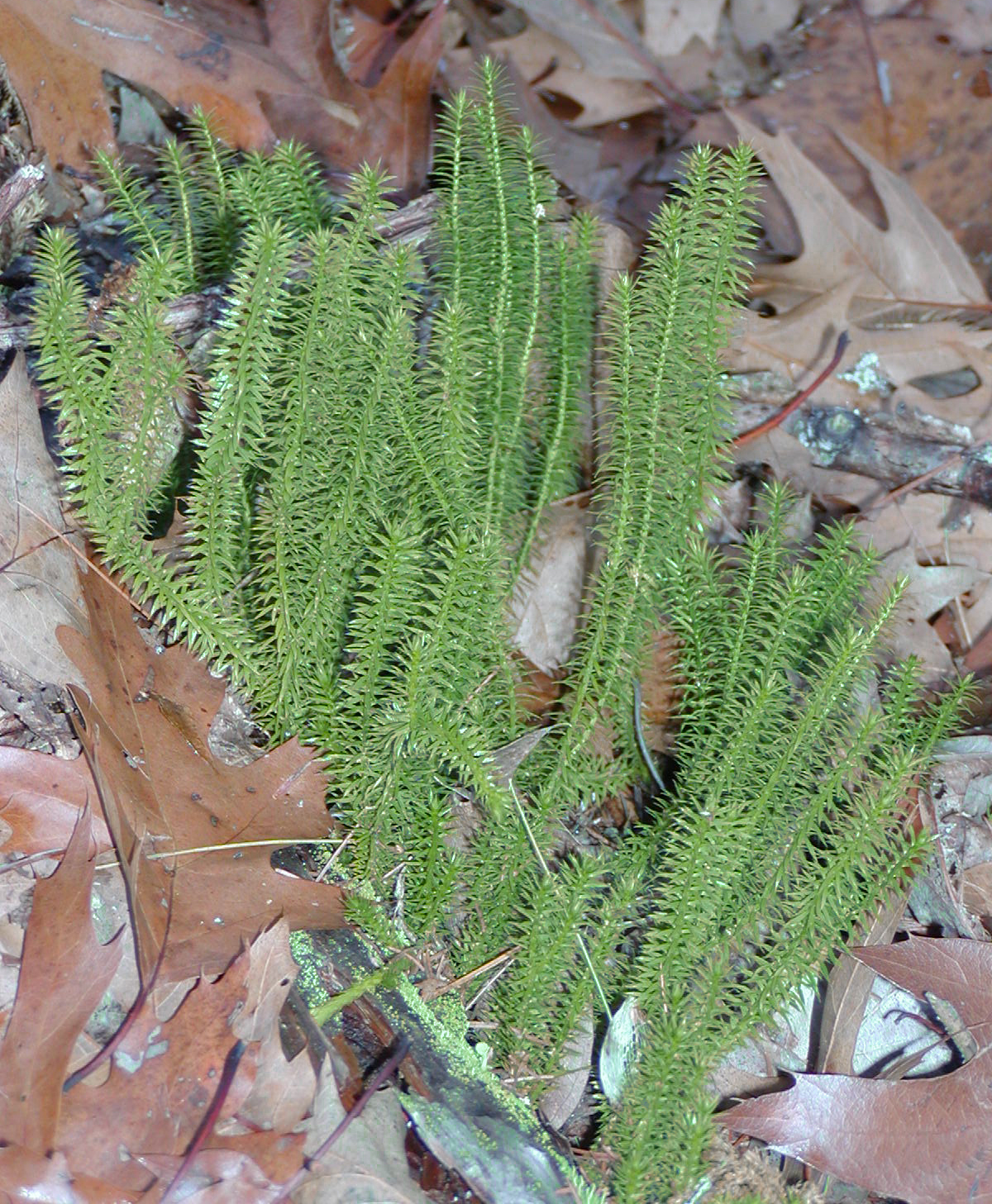
Lycopodium lucidulum

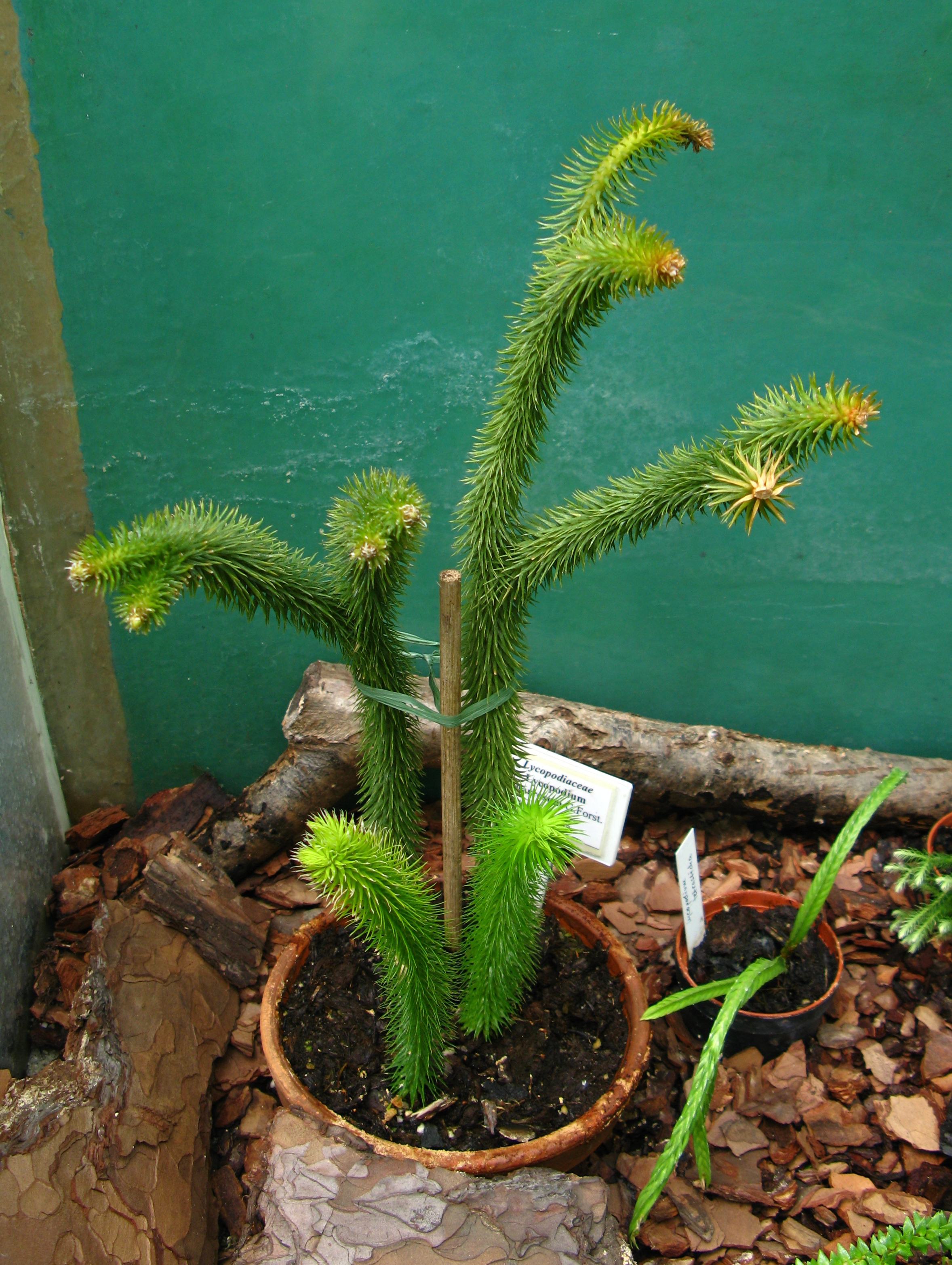
Lycopodium squarrosum

Рід містить приблизно 50 негібридних видів:
1. Lycopodium aberdaricum
2. Lycopodium alboffii
3. Lycopodium alpinum
4. Lycopodium angustiramosum
5. Lycopodium annotinum — плаун колючий
6. Lycopodium assurgens
7. Lycopodium carolinum
8. Lycopodium casuarinoides
9. Lycopodium clavatum — плаун звичайний
10. Lycopodium complanatum — плаун двогострий
11. Lycopodium confertum
12. Lycopodium dendroideum
13. Lycopodium deuterodensum
14. Lycopodium diaphanum
15. Lycopodium digitatum
16. Lycopodium dubium
17. Lycopodium erectum
18. Lycopodium fastigiatum
19. Lycopodium fawcettii
20. Lycopodium gayanum
21. Lycopodium henryanum
22. Lycopodium hickeyi
23. Lycopodium japonicum
24. Lycopodium juniperoideum
25. Lycopodium jussiaei
26. Lycopodium lagopus
27. Lycopodium lawessonianum
28. Lycopodium madeirense
29. Lycopodium magellanicum
30. Lycopodium multispicatum
31. Lycopodium nikoense
32. Lycopodium obscurum
33. Lycopodium paniculatum
34. Lycopodium papuanum
35. Lycopodium platyrhizoma
36. Lycopodium pullei
37. Lycopodium scariosum
38. Lycopodium sitchense
39. Lycopodium spectabile
40. Lycopodium subarcticum
41. Lycopodium thyoides
42. Lycopodium tristachyum
43. Lycopodium veitchii
44. Lycopodium venustulum
45. Lycopodium vestitum
46. Lycopodium volubile
47. Lycopodium wightianum
48. Lycopodium yueshanense
49. Lycopodium zanclophyllum